# James Bannatyne
James Bannatyne (Lower Hutt, 1975. június 30.) új-zélandi válogatott labdarúgó.

## Sikerei, díjai
- Új-Zéland
  - OFC-nemzetek kupája: 2002, 2008